# Psion
Psion je značka kapesních počítačů stejnojmenné firmy velikosti školního penálu. Nejnovější řady Psionů obsahují standardní řady Microsoft Office. Příslušenstvím počítačů Psion je síťový adaptér, hlavní a záložní baterie včetně paměťových karet a kabelu pro spojení s PC. Psion má operační systém EPOC, který se rozlišuje na EPOC16 (starší verze) a EPOC32 (novější verze).

## Stručná historie

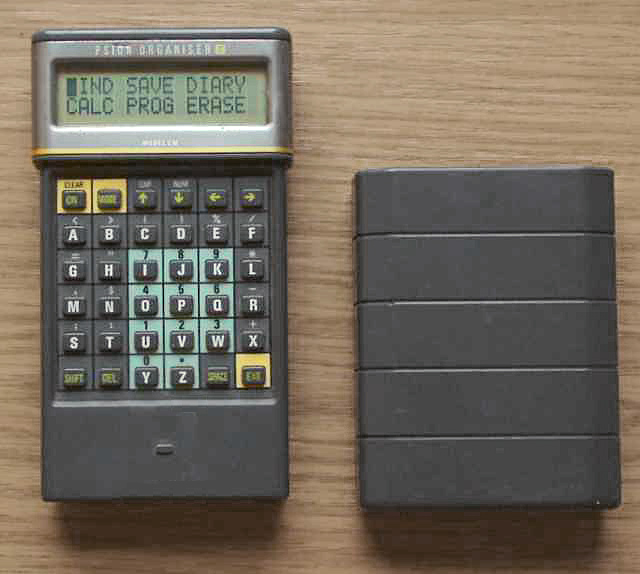
Psion Organiser II (1986)

Firma Psion byla založena v roce 1980 a vyvíjela software pro počítače ZX81 a ZX Spectrum.
V roce 1984 firma uvádí kapesní počítač Psion Organiser s jednořádkovým displejem, který obsahoval velmi jednoduchou „databázi“, kalkulátor a hodiny. Počítač neobsahoval operační systém. V roce 1986 byl uveden výrazně vylepšený model Psion Organiser II. Mezi hlavní vylepšení patřil dvouřádkový displej, lepší paměťové moduly, více aplikací (např. diář nebo budík), možnost programování vlastních aplikací v jazyce OPL (Organiser Programming Language, podobný BASICu, ale s kompilátorem do mezikódu, což tehdy nebylo obvyklé). K počítači bylo také možné připojit další moduly (např. port RS232), čímž značně vzrostly možnosti využití tohoto počítače. Začala tak „éra Psionů“.

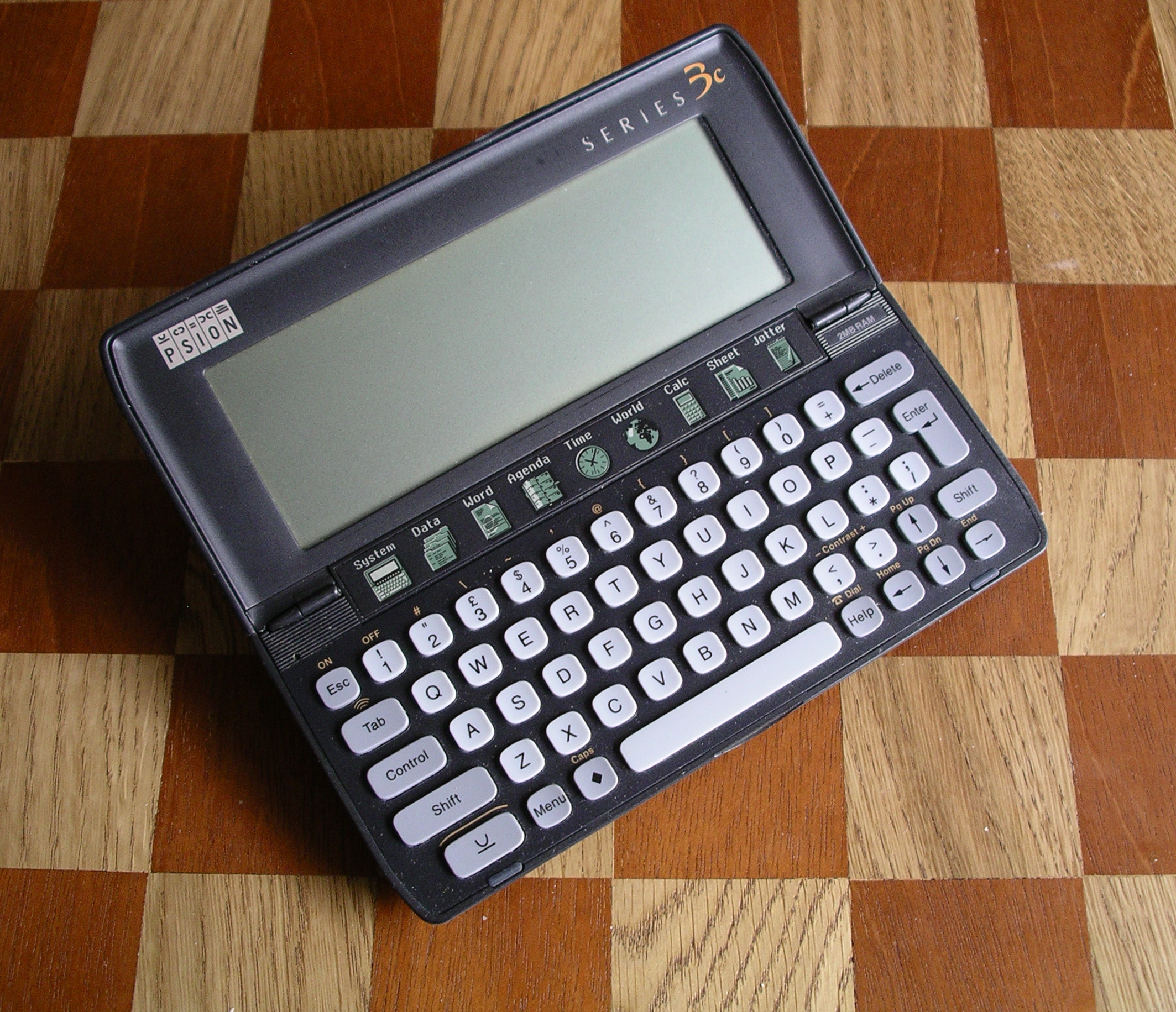
Psion Series 3c (1996)

Roku 1987 byl zahájen vývoj zařízení „SIBO“ (SIxteen Bit Organiser) a současně také multitaskingového operačního systému EPOC. Od roku 1991 se začaly prodávat počítače Psion Series 3. Postupem času byly vyvinuty verze Psion Series 3 (1991), Psion Series 3a (1993), Psion Series 3c (1996), Psion Series 3mx (1998) a ještě ruská verze Psion Series 3aR. Tyto počítače bylo již možné označovat jako PDA (Personal Digital Assistant), navíc obsahovaly textový procesor, tabulkový kalkulátor, databáze a další aplikace, které bylo možné tvořit v jazyce OPL. S modemem se počítač dokázal připojit do Internetu. Novější verze obsahovaly více paměti (až 2 MB RAM), lepší procesor (až 27 MHz), větší displej (480×160), rychlejší rozhraní RS232 a různá softwarová vylepšení.

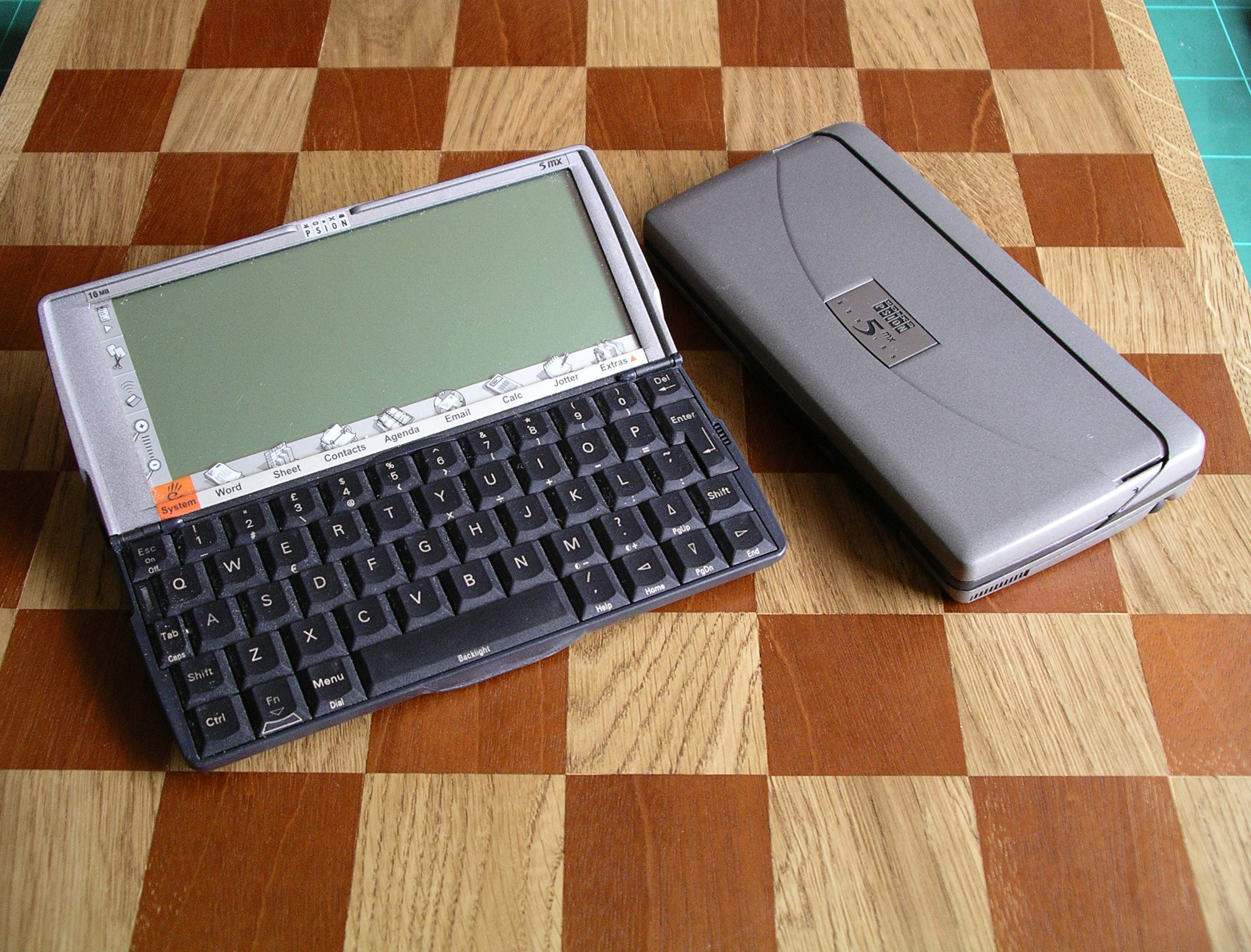
Psion Series 5mx (1999)

V roce 1997 je uveden nový kompletně 32bitový model Psion Series 5. Později následují verze Psion Series 5mx, Psion Series 5mx Pro a Psion Revo (odlehčený Psion Series 5mx). Srdce počítače tvořil RISCový procesor ARM710T (až 36 MHz), počítač obsahoval až 16 MB RAM, dotykový displej s rozlišením 640×240 pixelů a šestnácti odstíny šedé, velmi dobrá byla klávesnice. Další rozhraní byla RS232, IrDA, mikrofon a reproduktor, data se ukládala na CompactFlash.
V roce 1997 byla ve spolupráci s firmami Nokia, Ericsson a Motorola založena společnost Symbian Ltd., 32bitový operační systém EPOC byl přejmenován na Symbian OS a stal se základem nových chytrých telefonů (smartphone).
Nový Psion Series 7 a Psion netBook s barevným displejem se objevil až v roce 2001, další produkty Psionu již nebyly tak úspěšné a firma se začala postupně stahovat z trhu.
V roce 2012 společnost Motorola Solutions koupila Psion za 200 milionů dolarů.